# Годутишки (платформа)
Годутишки (до 2000 года также употреблялся вариант Адутишкис (лит. Adutiškis)) — платформа (бывшая узловая станция) Витебского отделения Белорусской железной дороги. Названа по белорусскоязычному варианту названия литовского села Адутишкис, отрезанного от платформы при демаркации белорусско-литовской границы в 2004 году. 

## История
- Изначально на месте платформы располагалась железнодорожная станция Адутишкис, входившая с начала 1950-х годов в состав Витебского отделения Белорусской железной дороги. В 1980 году от станции открылось ответвление в Диджясалис, в связи с чем участок от Годутишек до белорусско-литовской границы был передан тогдашнему Вильнюсскому отделению Прибалтийской железной дороги. В 1995 году участок Годутишки — Лынтупы был возвращён Белорусской железной дороге.
- 1 ноября 2000 года (по другим данным в мае 2001 года) была закрыта ветка на Диджясалис. В 2004 году при демаркации белорусско-литовской границы были ликвидированы путевое развитие и здание вокзала, а выход со станции в Литву стал невозможен в результате установки ограждения на полосе границы. Сохранился лишь главный путь и платформа с белорусской стороны. После этого по отношению к платформе стал употребляться только белорусский вариант названия Годутишки.

## Описание
Станция состояла из трёх путей и двух платформ. До демаркации границы поезд сообщением Крулевщизна — Лынтупы и дизель-поезда сообщением Вильнюс — Диджясалис останавливались на среднем пути, открывая двери с обеих сторон для желающих осуществить посадку или высадку с разных сторон границы, так как граница между странами проходила по одному из путей. Здание вокзала располагалось на литовской стороне, и табличка с названием была указана на литовском языке, Беларуси же принадлежала будка ДСП на противоположной стороне железной дороги. После ликвидации ветки на Диджясалис и демаркации границы станция была полностью ликвидирована и превратилась в транзитный остановочный пункт.

## Пассажирское сообщение
На платформе останавливаются пригородный поезд сообщением Крулевщизна — Лынтупы и пассажирский поезд № 620 сообщением Витебск — Лынтупы.

### Техническая информация
- Годутишки в Транслогисте (недоступная ссылка)
- Расписание поездов

### Материалы в блогах
- Описание Адутишкиса и вид на платформу с литовской стороны
- Поездка по линии (имеется фото платформы Годутишки в 2013 году)